# حاوي
حاوي 7awi شركة أسسها أنس عبار، شادي السعيد، واصف هارون، عام 2012 في الولايات المتحدة الأمريكية ولديها مكاتب في الإمارات والأردن ومصر. هي منصة إعلامية وإعلانية رقمية متكاملة للمحتوى الرقمي العربي والعالمي تتبع لها عدة مواقع إلكترونية
وصل ترتيب موقع حاوي في اليكسا في اكتوبر 2016 إلى 60,000 ضمن الترتيب العالمي للمواقع الالكترونية، ولدى حاوي تطبيق على نظام أندرويد يشمل محتوى منوع ومواقع عدة وهي: ليالينا وتيربو العرب والقيادي ورائج وعود وسائح.
استشف المؤسسون الاسم من المعنى اللغوي لكلمة حاوي وهي الساحر بالإضافة إلى معنى المحتوى

## مواقع تابعة لحاوي

### ليالينا
تأسس موقع ليالينا تحت شعار: «تألفي أكثر» في نوفمبر 2012، ويشمل محتوى اللايف ستايل وأخبار المشاهير والجمال ووصفات الأطعمة والأبراج وكافة الأمور التي تهم المرأة العربية.
استطاع الموقع جذب ما يزيد عن عشرة ملايين متابع عبر مواقع التواصل الاجتماعي كالفيسبوك وتويتر وانستغرام وللموقع منصة معتمدة على سناب شات ديسكفر وللموقع تطبيقات للهواتف الذكية بنظامي ال آي أو إس والاندرويد إضافة إلى تطبيق خاص بأجهزة التلفاز من سامسونج.
وصل ترتيب موقع ليالينا في اليكسا في يوليو 2017 إلى 18,639 ضمن الترتيب العالمي للمواقع الالكترونية.

### الوسيط
تأسس موقع الوسيط تحت شعار: «حلك بسيط» في أبريل 2013، ويشمل قسمين موقع الوسيط المبوب  والذي يشمل بيع وشراء السيارات والعقارات والوظائف والمبوب، وموقع وسيط الخدمات  وهو دليل الخدمات الشامل الذي يركز على منح المشاريع الصغيرة والمتوسطة الفرصة للتواجد على شبكة الإنترنت، وربط المستخدمين بخدماتهم التي قد يحتاجون إليها في حياتهم اليومية؛ سواء كانت خدمات سباكة أو تنظيف أو مكافحة آفات أو غيرها. ويمكّن دليل الوسيط المستخدمين من طلب أفضل الخدمات المحلية عبر هواتفهم الذكية أو أجهزة الحاسوب الخاصة بهم، وذلك بعد الاطلاع على تقييمات المستخدمين الآخرين لمستخدمي هذه الخدمات، والاختيار من بين أكثر من 40 فئة من فئات الخدمات المتاحة.
يقدم الموقع خدماته في الدول التالية:
1. الإمارات
2. البحرين
3. السعودية
4. العراق
5. الكويت
6. اليمن
7. سلطنة عمان
8. سوريا
9. قطر
10. لبنان
11. مصر

وصل ترتيب موقع الوسيط في اليكسا في يوليو 2017 إلى 13,293 ضمن الترتيب العالمي للمواقع الالكترونية.

### تيربو العرب
تأسس موقع تيربو العرب 
تحت شعار: «اربط الحزام وانطلق» في يوليو 2013، حيث يستهدف الموقع عشاق السيارات ويشمل كافة أخبار السيارات والمحركات كما يشمل خبرات وتقييمات وتجارب قيادة مختلفة، بالإضافة إلى آخر الآخبار والمقابلات الحصرية، وأسعار السيارات في دول الخليج العربي. ولديه أكثر من مليون متابع على منصات التواصل الاجتماعي المختلفة.
وصل ترتيب موقع تيربو العرب في اليكسا في يوليو 2017 إلى 178,591 ضمن الترتيب العالمي للمواقع الالكترونية.

### القيادي
تأسس موقع القيادي تحت شعار: «كُن في الطليعة» في أغسطس 2013، ويشمل كافة أخبار التكنولوجيا والأعمال والأمور التي يهتم بها الشاب العربي، كما يغطي الموقع الأحداث والأخبار العاجلة.
وصل ترتيب موقع القيادي في اليكسا في يوليو 2017 إلى 25,535 ضمن الترتيب العالمي للمواقع الالكترونية.

### رائج
تأسس موقع رائج تحت شعار: «رائج دوما رائج» في يوليو 2014، ويشمل المحتوى الترفيهي ويتابعه أكثر من مليون متابع على منصات التواصل الاجتماعي المختلفة
وصل ترتيب موقع رائج في اليكسا في يوليو 2017 إلى 79,784 ضمن الترتيب العالمي للمواقع الالكترونية.

### عود
تأسس موقع  عود  تحت شعار: «اكشخي برفاهية» في أبريل 2015، ويختص في مواضيع الأزياء وأخبار الأزياء في دول الخليج والوطن العربي والعالم حيث يهتم بشكل محدد في عالم الأزياء والجمال والفخامة؛ ويركّز موقع عود على الخبراء المحليين والدوليين في مجالات الموضة والجمال واللايف ستايل، ويدعمه مجتمع قوي من أبرز المؤثرين والمدونين المحليين في دول الخليج العربي.
وصل ترتيب موقع عود في اليكسا في يوليو 2017 إلى 354,648 ضمن الترتيب العالمي للمواقع الالكترونية.

### سائح
تأسس موقع سائح  تحت شعار: «اكتشف العالم» في 2017، ويختص بكافة أمور السفر والسياحة واتيكيت السفر والعثور على عروض الفنادق والجولات السياحية وشروح عن الأماكن الخلابة والمميزة حول العالم.
وصل ترتيب موقع سائح في اليكسا في يوليو 2017 إلى 455,805 ضمن الترتيب العالمي للمواقع الالكترونية.

## الجوائز
بعد عام واحد من إطلاق موقع ليالينا احتل الموقع المركز الأول بين مواقع المجلات الترفيهية والاجتماعية في منطقة الشرق الأوسط وشمال أفريقيا، وذلك حسب موقع (Effective Measure) الرائد في الإحصائيات الإلكترونية.
كما فاز موقع ليالينا بجائزة «الموقع الاستراتيجي في مجال الإعلام الإلكتروني» وجائزة «أفضل صفحة تفاعلية على الفيسبوك» تحت فئة وسائل الإعلام، وذلك في الحفل العاشر لجوائز المواقع الإلكترونية العربية "Pan Arab Web Awards 2013".

## روابط خارجية
- الموقع الرسمي لشركة حاوي
- الموق الرسمي لشركة ليالينا
- الموقع الرسمي لجريدة الوسيط
- موقع تيربو العرب الرسمي
- موقع القيادي الرسمي
- موقع رائج الرسمي
- موقع دليل الوسيط الرسمي